# お月様と影ぼうし
「お月様と影ぼうし」（おつきさまとかげぼうし）は、日本の歌。2014年8月 - 9月に、NHKの音楽番組『みんなのうた』で放送された。作詞：三浦綾子、作曲：合田道人、編曲：小六禮次郎、歌：倍賞千恵子。

## 概要
- 2012年秋に新たに発見された、『氷点』の作者、三浦綾子が小学4年生の時に書いた詩に、合田道人が曲をつけて完成した一曲である。
- 放送では歌詞の一部を省略している。
- 倍賞千恵子は、2006年10月 - 11月に放送された「いらっしゃい」以来、およそ8年ぶり7回目の『みんなのうた』出演。
- アニメーションは、西村緋祿司が制作を手掛けた。